# Roquebrun
Roquebrun è un comune francese di 552 abitanti situato nel dipartimento dell'Hérault nella regione dell'Occitania. È attraversata dal fiume Orb.

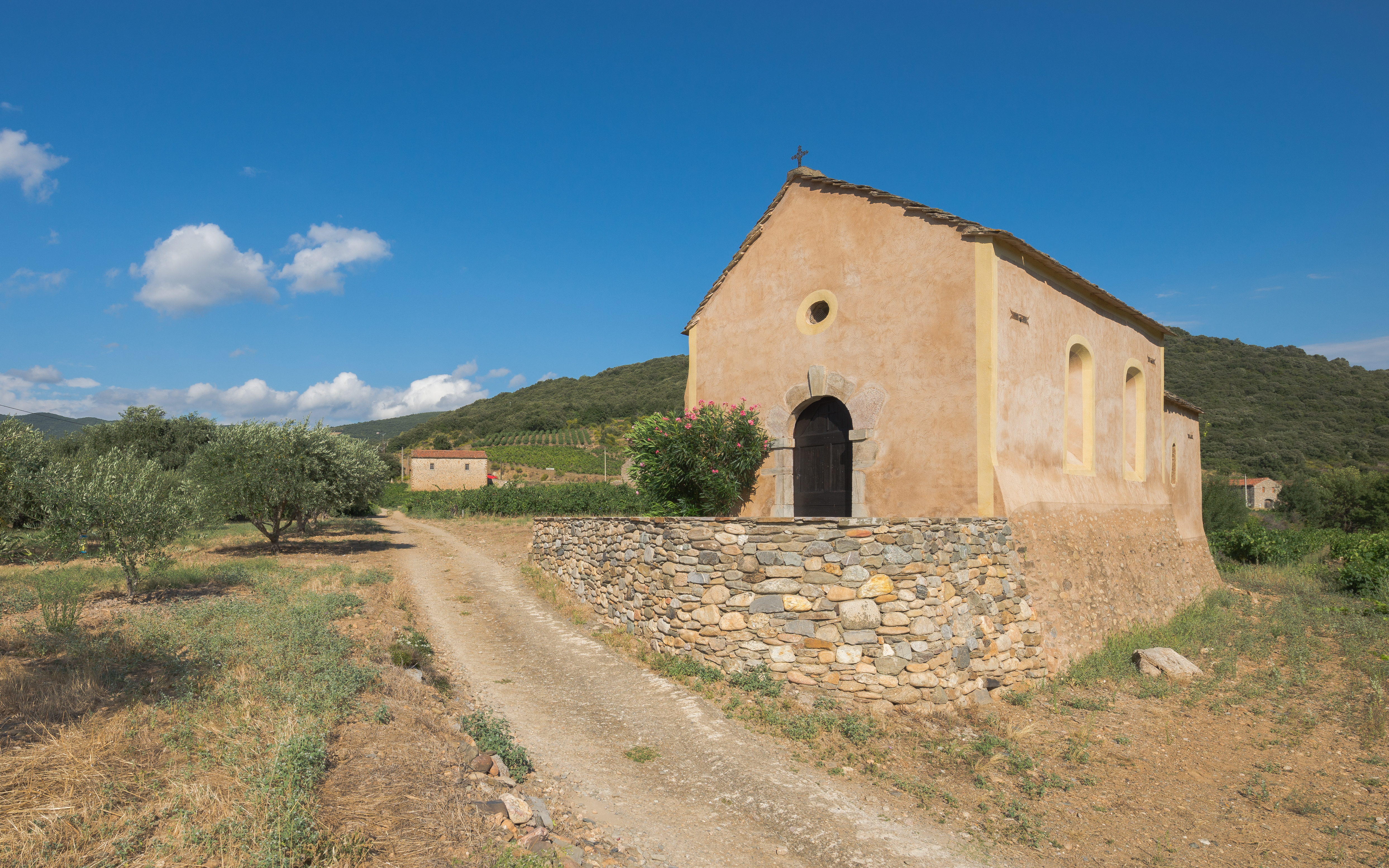

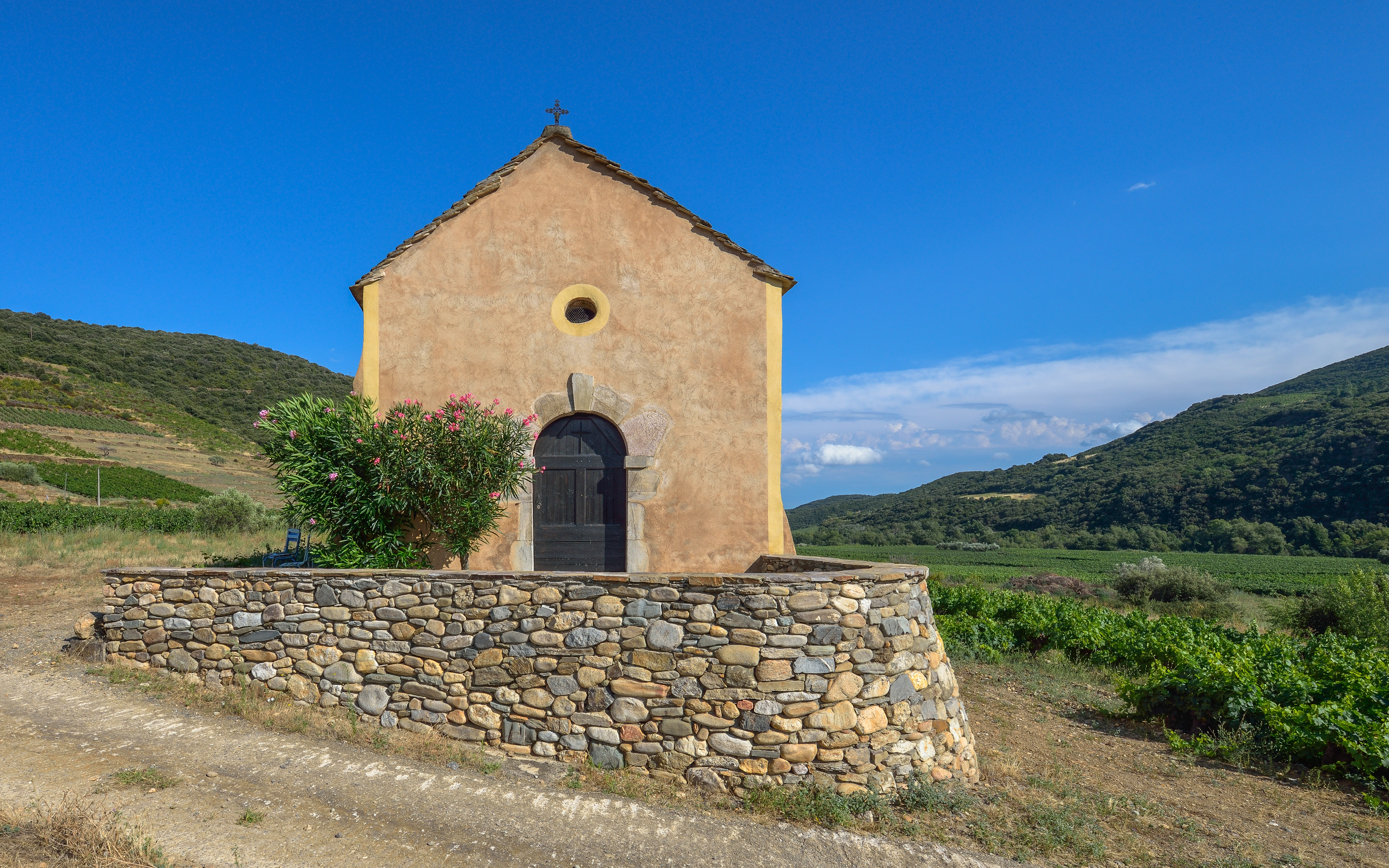

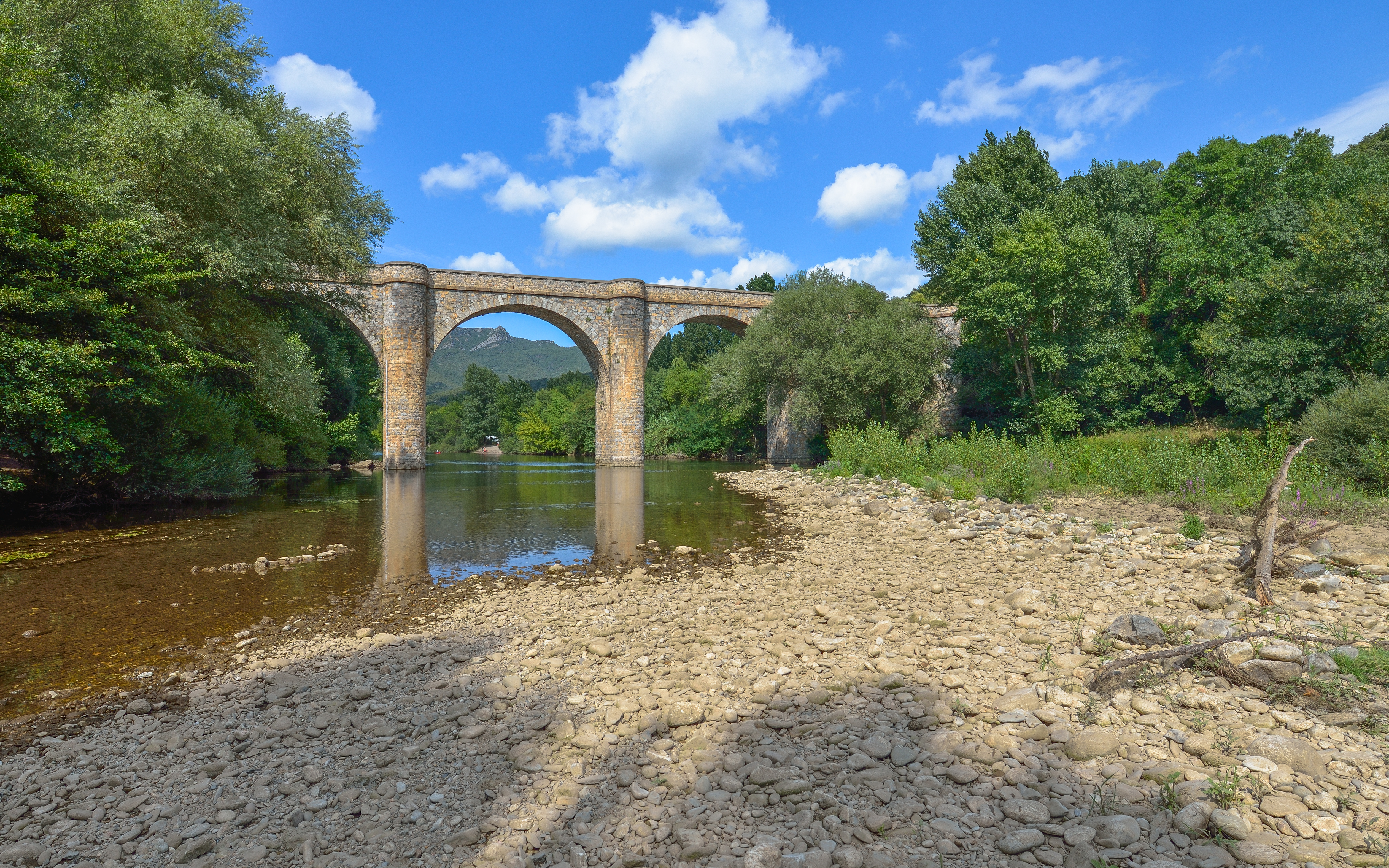

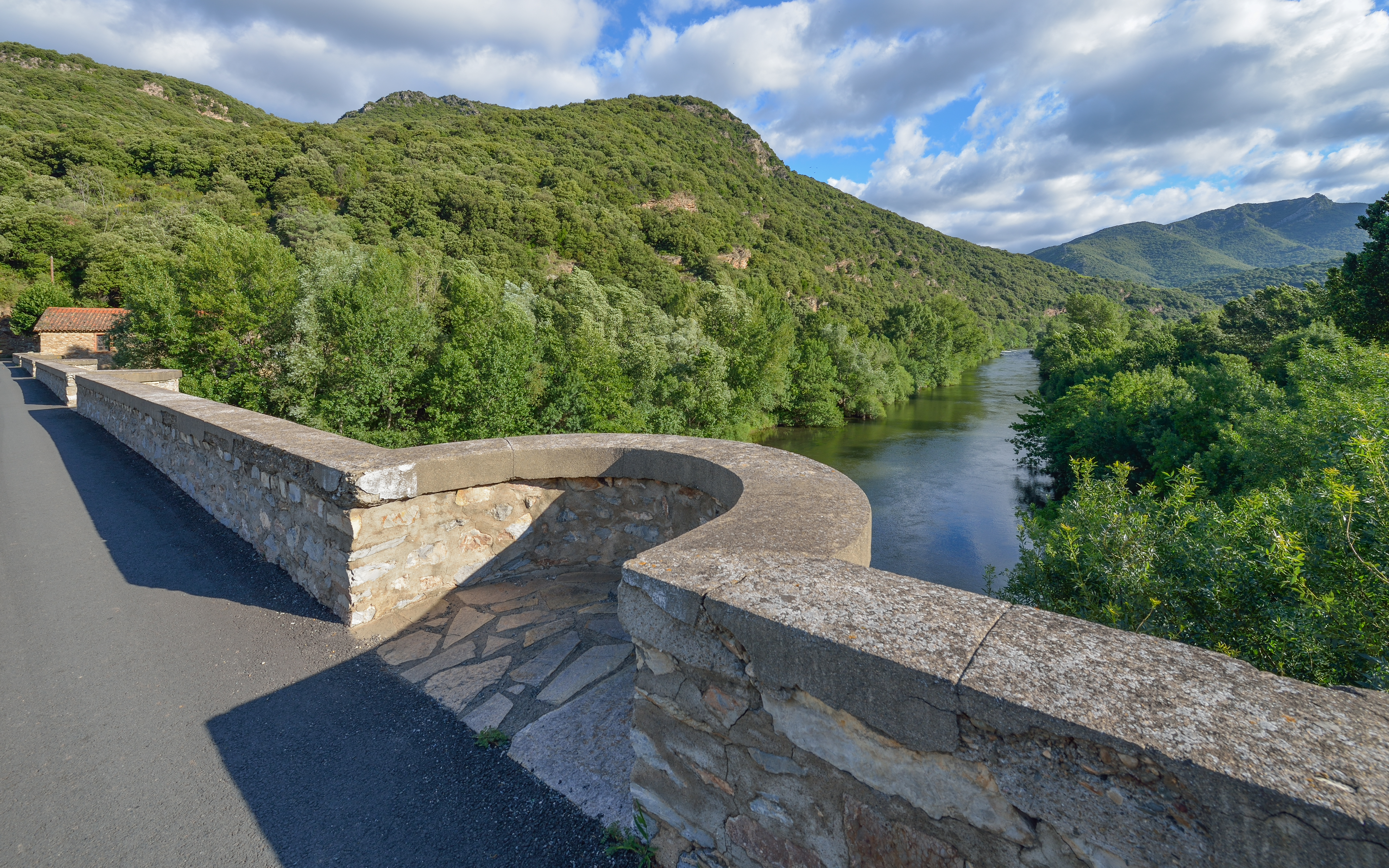

## Società

### Evoluzione demografica
Abitanti censiti